# Бакстон, Анджела
Анджела Бакстон (англ. Angela Buxton; 16 августа 1934, Ливерпуль, Великобритания — 14 августа 2020, Форт-Лодердейл, США) — британская теннисистка-любительница. Победительница чемпионата Франции и Уимблдонского турнира 1956 года в женском парном разряде, член Международного зала еврейской спортивной славы с 1981 года.

## Биография
Анджела Бакстон родилась в Ливерпуле в зажиточной еврейской семье выходцев из России. Детство Анджела провела сначала в Южной Африке, куда была эвакуирована её семья, потом в Северном Уэльсе, а затем с матерью переезжала в Лондон и Лос-Анджелес с целью обучения теннису, однако столкнулась, по её собственным воспоминаниям, с антисемитизмом руководства ведущих клубов, не пожелавшего принять в них еврейку.
Недолгая активная теннисная карьера Бакстон продолжалась до 1957 года, когда она была вынуждена прекратить играть из-за болезни. В дальнейшем она стала тренером и автором ряда учебников теннисной игры: «Как правильно учиться игре в теннис» (англ. Tackle Tennis This Way), «Азы тенниса» (англ. Starting Tennis) и «Теннисные победы и тактика парной игры» (англ. Winning Tennis and Doubles Tactics). В 2010 году в соавторстве с Ненадом Симичем вышла её очередная книга «Успех в теннисе: 303 совета» (англ. Successful Tennis: 303 Tips). Анджела Бакстон стала одним из основателей программы Израильских теннисных центров, сеть которых сейчас охватывает всю страну. В конце 1960-х годов она открыла Теннисный центр Анджелы Бакстон. Умерла в 2020 году, не дожив двух дней до 86 лет.
В 1981 году имя Анджелы Бакстон было включено в списки Международного зала еврейской теннисной славы. В 2015 году её имя включено также в списки Зала славы чёрного тенниса (англ. Black Tennis Hall of Fame) в ознаменование её партнёрства с Гибсон.

## Спортивная карьера
Анджела Бакстон начала играть в теннис в интернате для девочек в Северном Уэльсе. Её тренер Боб Маллиган рано заметил её способности, и под его руководством она выиграла несколько юниорских турниров в разных возрастных категориях. Переехав в Лондон в надежде продолжать теннисную подготовку Анджелы на более высоком уровне, её мать подала документы в престижный Камберлендский клуб, но получила отказ — по воспоминаниям Бакстон, из-за того, что она была еврейкой. В 1952 году мать повезла Анджелу в Лос-Анджелес, но и там ей отказали в приёме в местный клуб по той же причине. Анджеле пришлось тренироваться на общественных кортах, но зато там в течение полугода её тренером был многократный чемпион США Билл Тилден.
Осенью 1953 года Анджела, представлявшая Великобританию, выиграла теннисный турнир Маккабиады в одиночном разряде, победив в финале восьмую ракетку мира Аниту Кантер. В 1954 году она дебютировала в составе сборной Великобритании в Кубке Уайтмен, дошла до четвертьфинала на чемпионате Франции и закончила год на четвёртом месте в списке лучших британских теннисисток. В 1955 году она дошла до четвертьфинала на Уимблдонском турнире и вошла в число десяти лучших теннисисток мира.
1956 год стал лучшим в карьере Бакстон. На чемпионате Франции она дошла до полуфинала, где ей противостояла восходящая звезда американского тенниса — чернокожая Алтея Гибсон. Во время матча у Гибсон лопнула бретелька лифчика, она ушла в раздевалку, чтобы сменить его, и едва не была дисквалифицирована за то, что покинула корт без разрешения. Бакстон удалось убедить судей разрешить сопернице продолжить матч, и Гибсон в итоге выиграла и эту игру, и финальный матч против Анджелы Мортимер, став первой чёрной победительницей турнира Большого шлема. В женском парном разряде Гибсон и Бакстон играли вместе и стали чемпионками Франции. В следующем месяце на Уимблдонском турнире уже Бакстон дошла до финала, где проиграла одной из лучших теннисисток мира Ширли Фрай-Ирвин. Это был первый за 17 лет выход хозяйки корта в финал Уимблдонского турнира. В паре они с Гибсон снова, как и во Франции, были лучшими. «Таймс» отметила победу негритянско-еврейской пары заголовком «Меньшинства побеждают». В этом году Бакстон выиграла также чемпионат Великобритании на крытых кортах и чемпионат Лондона на травяных кортах. По итогам сезона она была поставлена на пятую строчку в списке лучших теннисисток мира журнала «World Tennis Magazine» и на шестую — в ежегодном списке газеты «Daily Telegraph».
В конце 1956 года у Бакстон развился теносиновит, хроническое воспаление сустава руки. Хотя она ещё приняла участие в Маккабианских играх 1957 года и даже снова победила там в одиночном разряде, в более серьёзных турнирах она участвовать уже не могла и завершила активную игровую карьеру в 22 года.

## Участие в финалах турниров Большого шлема за карьеру (3)

### Женский одиночный разряд (1)
Поражение (1)
| Год  | Турнир              | Соперница в финале | Счёт в финале |
| ---- | ------------------- | ------------------ | ------------- |
| 1956 | Уимблдонский турнир | Ширли Фрай-Ирвин   | 3-6, 1-6      |

### Женский парный разряд (2)
Победы (2)
| Год  | Турнир              | Партнёр      | Соперницы в финале         | Счёт в финале |
| ---- | ------------------- | ------------ | -------------------------- | ------------- |
| 1956 | Чемпионат Франции   | Алтея Гибсон | Дарлин Хард Дороти Хед-Нод | 6-8, 8-6, 6-1 |
| 1956 | Уимблдонский турнир | Алтея Гибсон | Фэй Мюллер Дафна Сини      | 6-1, 8-6      |